# Cosmético

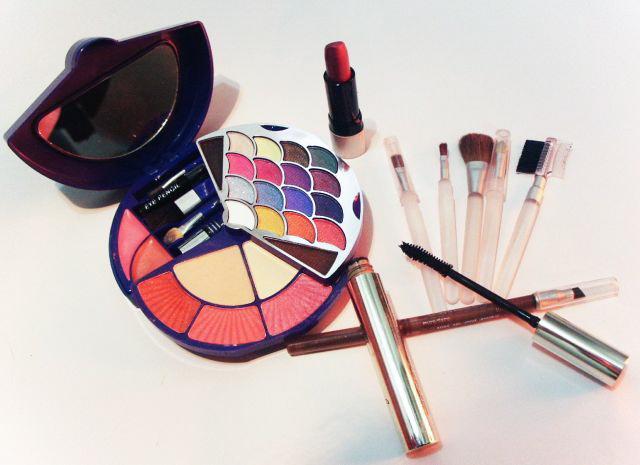
Uma variedade de cosméticos e ferramentas

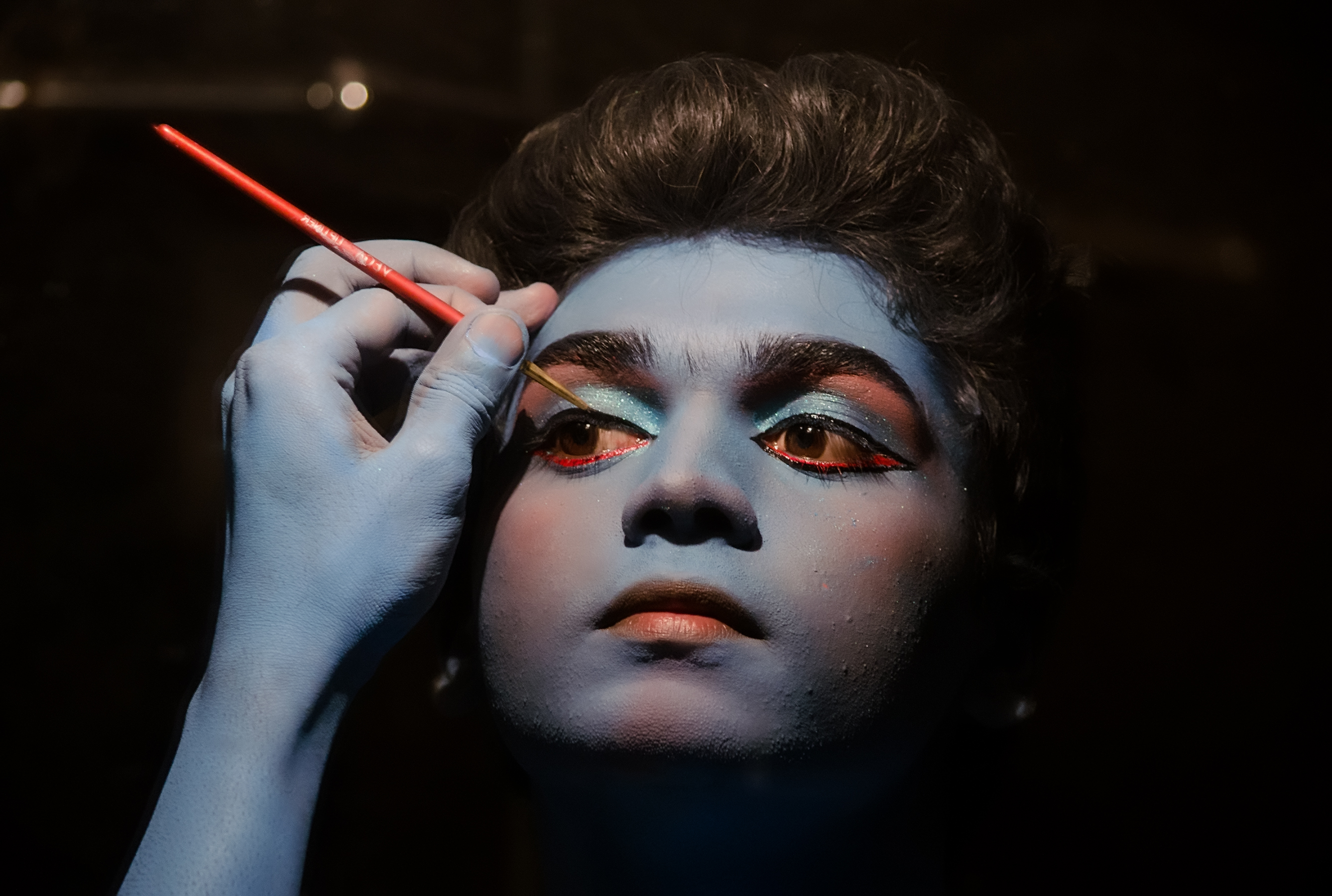
Um ator aplicando maquiagem ousada para uma apresentação no palco

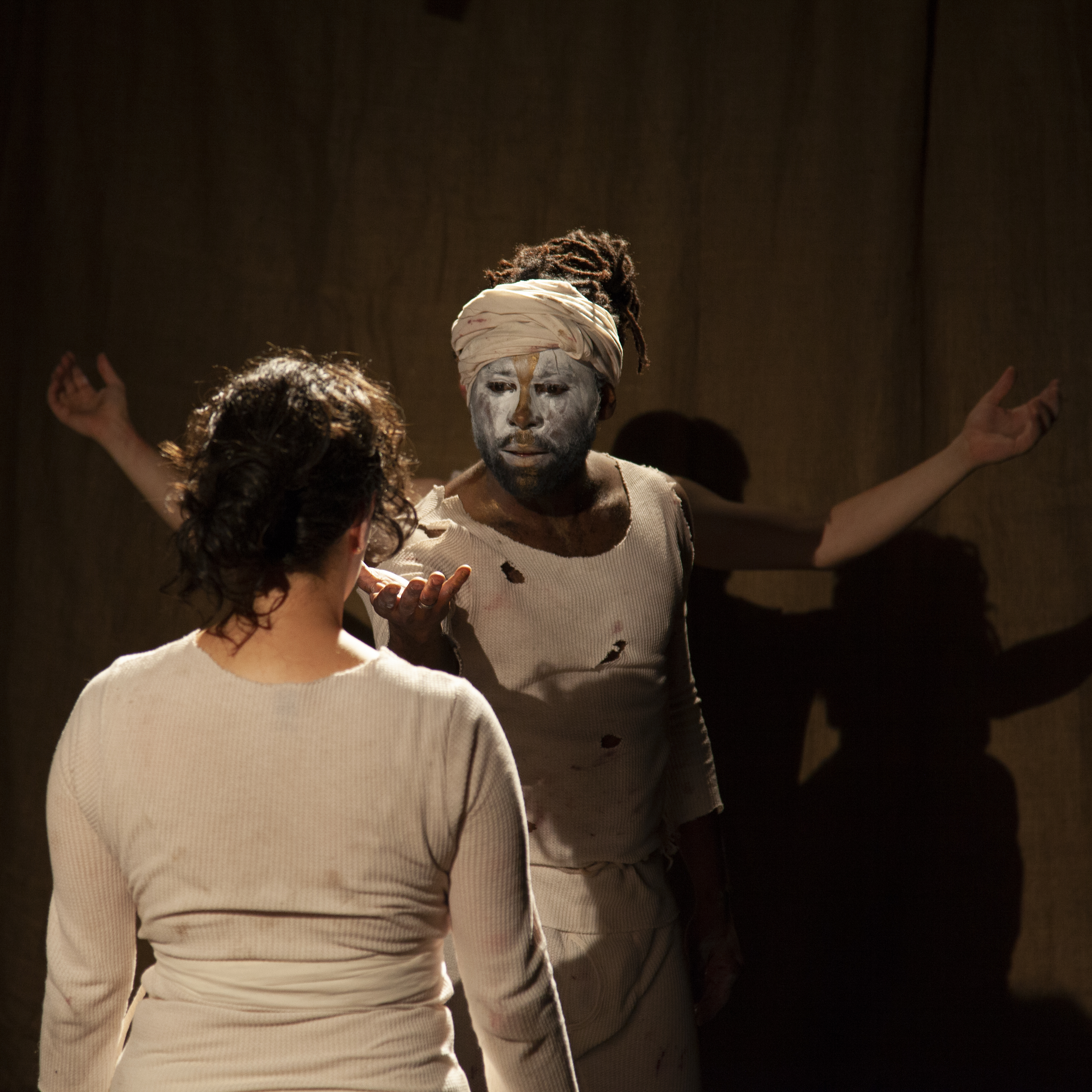
O ator Marcus Stewart usando maquiagem ousada no rosto na peça Oresteia de Ésquilo (2019)

Cosméticos são feitos de misturas de compostos químicos derivados de fontes naturais ou criados sinteticamente. Os cosméticos têm vários propósitos, incluindo cuidados pessoais e da pele. Eles também podem ser usados para esconder manchas e realçar características naturais (como sobrancelhas e cílios). A maquiagem também pode adicionar cor ao rosto de uma pessoa, realçar as características de uma pessoa ou mudar a aparência do rosto completamente para se assemelhar a uma pessoa, criatura ou objeto diferente.
As pessoas usam cosméticos há milhares de anos para cuidados com a pele e melhoria da aparência. Cosméticos visíveis para mulheres e homens entraram e saíram de moda ao longo dos séculos.
Algumas formas antigas de cosméticos usavam ingredientes nocivos, como chumbo, que causavam sérios problemas de saúde e às vezes resultavam em morte. Os cosméticos comerciais modernos são geralmente testados quanto à segurança, mas podem conter ingredientes controversos, como substâncias perfluoroalquil e polifluoroalquil, liberadores de formaldeído e ingredientes que causam reações alérgicas.
A União Europeia e agências reguladoras ao redor do mundo têm regulamentações rigorosas para cosméticos. Nos Estados Unidos, produtos e ingredientes cosméticos não exigem aprovação do FDA. Alguns países proibiram o uso de animais para testes cosméticos.

## Definição e etimologia

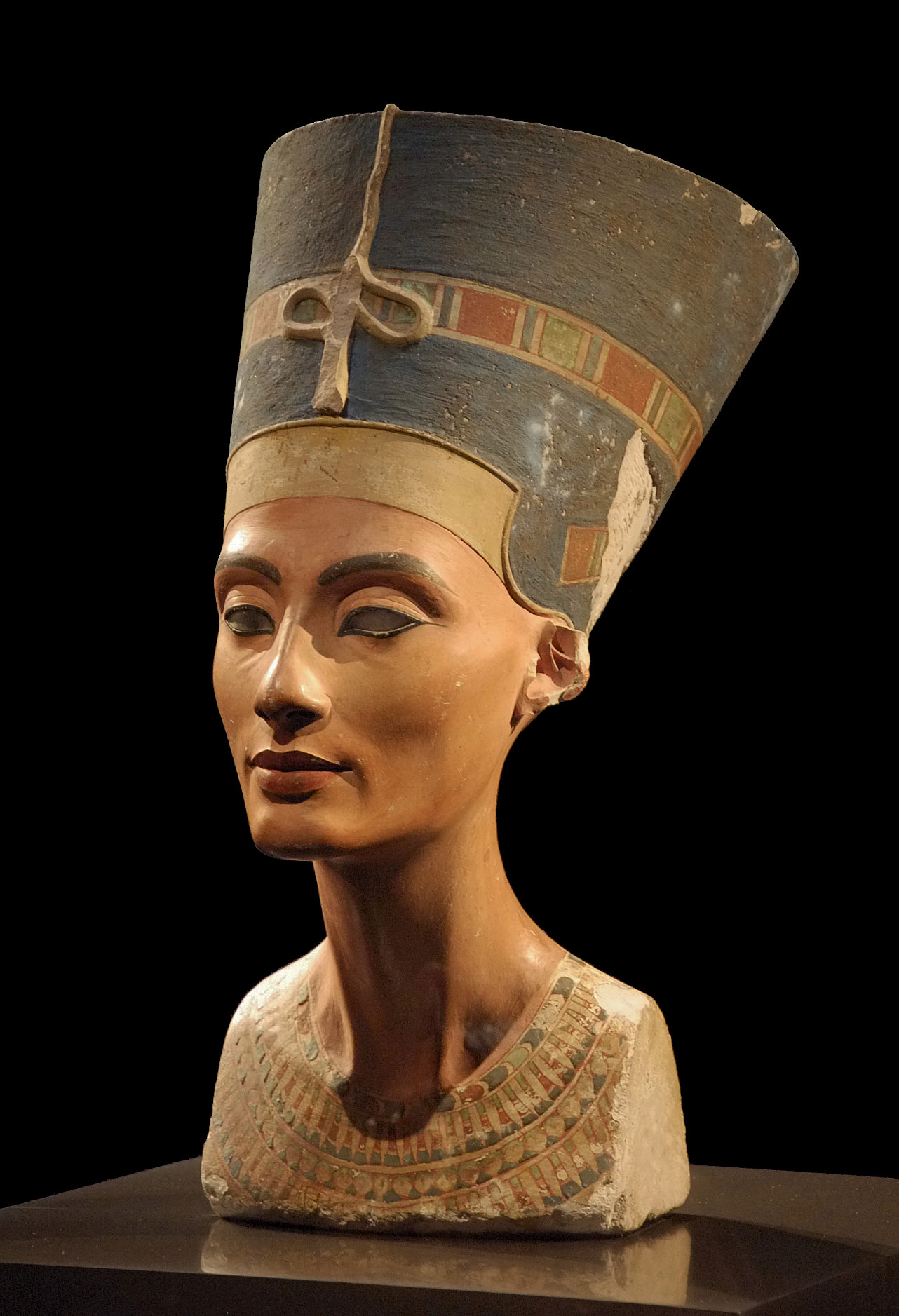
Um busto da rainha egípcia Nefertiti mostrando o uso de delineador feito de kohl

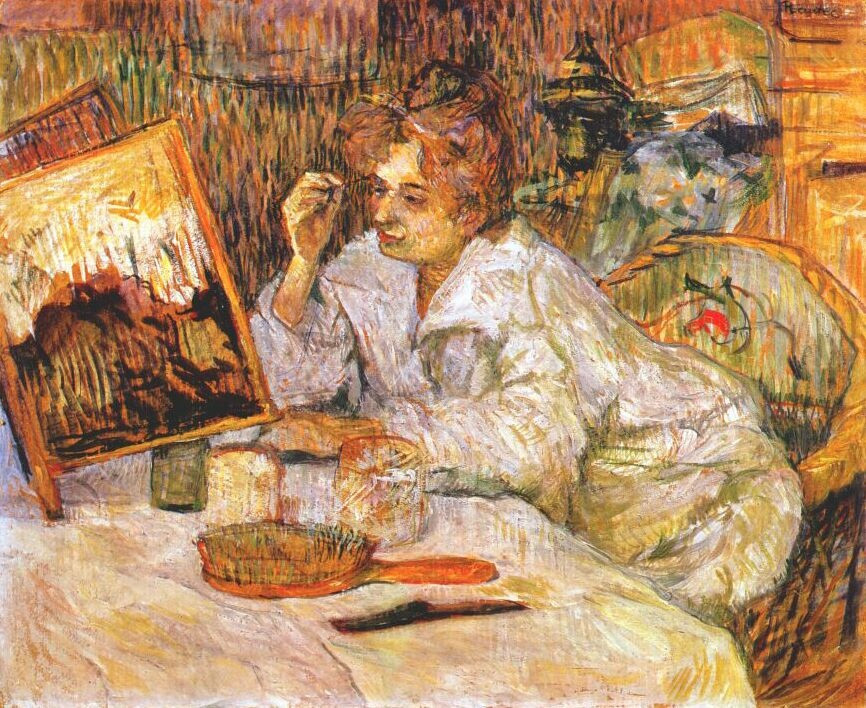
Uma pintura de Henri de Toulouse-Lautrec de 1889 de uma mulher aplicando cosméticos faciais

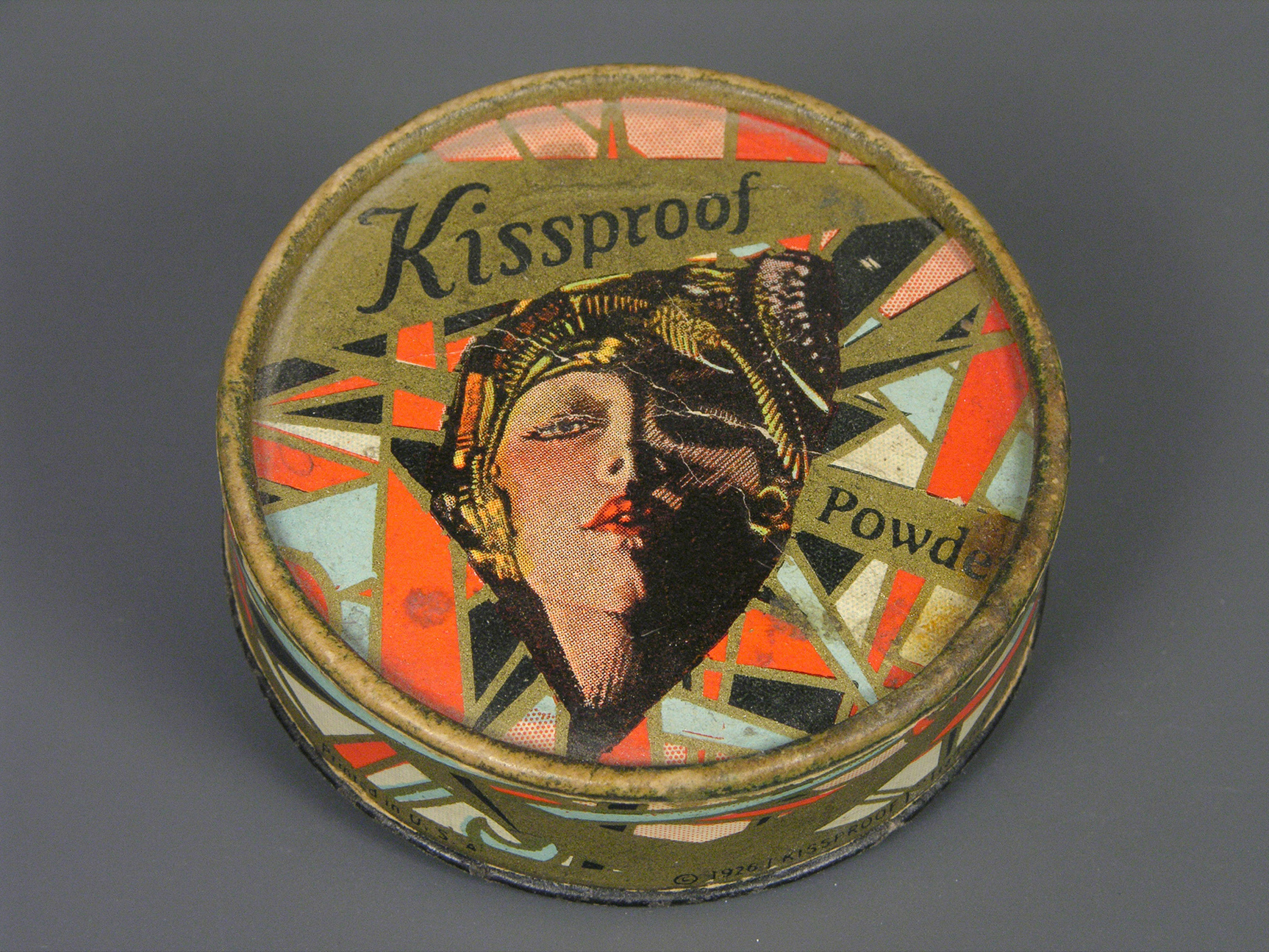
Pó facial da marca Kissproof de 1926, da coleção permanente do Museo del Objeto del Objeto na Cidade do México

A palavra cosméticos é derivada do grego κοσμητικὴ τέχνη (kosmetikē tekhnē), que significa "técnica de vestir e ornamento", de κοσμητικός (kosmētikos), "hábil em ordenar ou organizar," e de κόσμος (kosmos), que significa "ordem" e "ornamento.".

## Definição legal
Nos Estados Unidos, a Food and Drug Administration (FDA), que regula os cosméticos, define os cosméticos como produtos "destinados a serem aplicados no corpo humano para limpeza, embelezamento, promoção da atratividade ou alteração da aparência sem afetar a estrutura ou as funções do corpo". Esta definição ampla inclui qualquer material destinado ao uso como ingrediente em um produto cosmético, com a FDA excluindo especificamente o sabão puro desta categoria.